# Ralph Edwards
Ralph Livingstone Edwards (Merino, 13 giugno 1913 – Los Angeles, 16 novembre 2005) è stato un conduttore televisivo e attore statunitense.

## Filmografia parziale
Programmi televisivi
- Truth or Consequences - 41 episodi (1941-1956)
- This Is Your Life - 49 episodi (1970-1973); 340 episodi (1950-1993); 27 episodi (1955-2003)

Film
- Tre ragazze e un caporale (Seven Days' Leave), regia di Tim Whelan (1942)
- La bionda di bambù (The Bamboo Blonde), regia di Anthony Mann (1946)
- Beat the Band, regia di John H. Auer (1947)

## Riconoscimenti
- Hollywood Walk of Fame (1960) - 2 stelle, per radio e televisione
- Daytime Emmy Awards: "Daytime Emmy Lifetime Achievement Award" (2001)